# Bong (waterpijp)

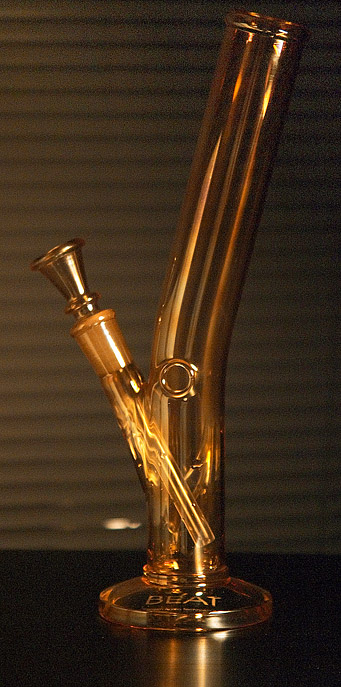
Een glazen bong

Een bong wordt gebruikt om marihuana of hasjiesj te roken. Deze bong stamt af van de waterpijp die afkomstig is uit het Midden-Oosten. Een waterpijp daarentegen is niet specifiek bedoeld om marihuana mee te roken, wat wel door sommige mensen wordt gedacht. 
Het grootste verschil tussen een bong en een gewone waterpijp is de dikte van de buis waardoor gerookt wordt. Deze is bij een bong extra groot om veel rook te kunnen bevatten.
Wanneer de roker bijna klaar is met het inademen van de rook wordt de vinger voor het klapgat (luchtgat onderaan de buis) weggehaald zodat de kolom geconcentreerde rook in één keer geïnhaleerd wordt. Het effect is daardoor vele malen sterker en voor beginners is één of twee keer inhaleren voldoende om langdurig stoned te zijn.
Een bong kan met of zonder vloeistof onderin gebruikt worden. Ervaren gebruikers doen er soms alcoholische likeuren in, om de smaak beter te maken. Dit kan het effect echter verminderen, omdat alcohol THC oplost.
De meeste mensen die dit proberen krijgen een hoestbui, zelfs mensen die al jaren roken.
Dit komt doordat de rook in de keel blijft hangen waardoor de stembanden geïrriteerd raken; dit kan voorkomen worden door aan het einde van een haal de pijp opzij te houden en met een korte teug frisse lucht de keel rookvrij te maken.

## IJspijp
Een relatief onbekende versie van de bong is de ijspijp. De ijspijp is meestal langer dan de normale bong, omdat extra ruimte nodig is om ijsblokjes of geschraapt ijs in te doen. Een versmalling in de pijp zorg ervoor dat het ijs niet als geheel in het water zakt, maar dat alleen het gesmolten water weglekt. Het roken van de ijspijp verandert het effect van de THC niet.